# Ples sa zvijezdama (Nova TV, 1. sezona)
Prva sezona hrvatske plesno-natjecateljske televizijske emisije Ples sa zvijezdama prikazivala se na Novoj TV od 17. ožujka do 2. lipnja 2019. Zajedno s prethodnih osam sezona prikazanih na HRT-u, ovo je kronološki ukupno deveta sezona emisije. 
Sezonu su vodili Janko Popović Volarić i Mia Kovačić. Pobjednici sezone su Slavko Sobini njegova plesna partnerica Gabriela Pilić.

## Produkcija
Nakon što se prvih osam sezona Plesa sa zvijezdama prikazalo na HRT-u od 2006. do 2013. godine, u prosincu 2018. godine bilo je najavljeno da će emisija prijeći na Novu TV. S obzirom na promijenu produkcije, ovo je prva sezona emisije koju nisu vodili Barbara Kolar i Duško Ćurlić; njihovu su ulogu preuzeli Mia Kovačić i Janko Popović Volarić. Članovi žirija bili su Almira Osmanović, Dinko Bogdanić (koji je prethodno bio član žirija u svim HRT-ovim sezonama) te Nicolas Quesnoit i Tamara Despot koji su prethodno sudjelovali u HRT-ovim sezonama u ulogama profesionalnih plesača.
Za razliku od HRT-ovog Plesa sa zvijezdama koji je imao osam epizoda po sezoni, ova se sezona sastojala od ukupno 12 epizoda.

## Natjecatelji
| Zvijezda                 | Profesionalni plesač/ica | Rezultat            | Izv.   |
| ------------------------ | ------------------------ | ------------------- | ------ |
| Ana Vučak Veljača        | Mario Ožbolt             | Eliminirani prvi    | [ 6 ]  |
| Nives Celzijus           | Mateo Cvenić             | Eliminirani drugi   | [ 7 ]  |
| Ecija Ojdanić            | Marko Šapina             | Eliminirani treći   | [ 8 ]  |
| Davor Garić              | Valentina Walme          | Eliminirani četvrti | [ 9 ]  |
| Damir Kedžo              | Helena Janjušević        | Eliminirani peti    | [ 10 ] |
| Josipa Pavičić Berardini | Damir Horvatinčić        | Eliminirani šesti   | [ 11 ] |
| Sonja Kovač              | Gordan Vogleš            | Eliminirani sedmi   | [ 12 ] |
| Marko Grubnić            | Ela Vuković              | Eliminirani osmi    | [ 13 ] |
| Ivan Šarić               | Paula Jeričević          | Treće mjesto        | [ 1 ]  |
| Viktorija Đonlić Rađa    | Marko Mrkić              | Drugo mjesto        | [ 1 ]  |
| Slavko Sobin             | Gabriela Pilić           | Pobjednici          | [ 1 ]  |

## Tijek sezone
Legenda:
     Pobjednici
     Drugo mjesto
     Treće mjesto
     Eliminirani par
     Par koji je bio među dva najslabija
     Par koji se vratio u natjecanje
Crveni brojevi označavaju najnižu tjenu ocjenu
Zeleni brojevi označavaju najvišu tjednu ocjenu
| Par                  | Plasman | Tjedan | Tjedan | Tjedan | Tjedan | Tjedan | Tjedan | Tjedan | Tjedan   | Tjedan   | Tjedan   | Tjedan   | Tjedan   | Tjedan   | Tjedan  |
| Par                  | Plasman | 1.     | 2.     | 1.+2.  | 3.     | 4.     | 5.     | 6.     | 7.       | 8.       | 9.       | 10.      | 11       | 12.      |         |
| -------------------- | ------- | ------ | ------ | ------ | ------ | ------ | ------ | ------ | -------- | -------- | -------- | -------- | -------- | -------- | ------- |
| Slavko i Gabriela    | 1.      | 30     | 33     | 63     | 38     | 30     | 35     | 36     | 40+31=71 |          | 38+40=78 | 33+36=69 | 38+40=78 | 40+40=80 | +40=120 |
| Viktorija i Marko M. | 2.      | 30     | 32     | 62     | 28     | 37     | 34     | 32     | 32+35=67 |          | 35+40=75 | 35+40=75 | 37+40=77 | 40+40=80 | +40=120 |
| Ivan i Paula         | 3.      | 22     | 31     | 53     | 31     | 33     | 26     | 35     | 39+35=74 |          | 40+37=77 | 40+36=76 | 39+36=75 | 37+39=76 |         |
| Marko G. i Ela       | 4.      | 32     | 25     | 57     | 36     | 27     | 30     | 39     | 28+35=63 |          | 36+40=76 | 33+40=73 | 40+33=73 |          |         |
| Sonja i Gordan       | 5.      | 25     | 28     | 53     | 27     | 28     | 32     | 29     | 25+31=56 | 34+35=69 | 35+32=67 | 31+34=65 |          |          |         |
| Josipa i Damir H.    | 6.      | 33     | 27     | 60     | 30     | 37     | 29     | 29     | 34+31=65 |          | 31+31=62 |          |          |          |         |
| Damir K. i Helena    | 7.      | 27     | 28     | 55     | 30     | 27     | 26     | 25     |          | 29+36=65 |          |          |          |          |         |
| Davor i Valentina    | 8.      | 18     | 30     | 48     | 24     | 28     | 26     |        |          | 29+37=66 |          |          |          |          |         |
| Ecija i Marko Š.     | 9.      | 19     | 25     | 44     | 18     | 26     |        |        |          | 20+23=43 |          |          |          |          |         |
| Nives i Mateo        | 10.     | 28     | 20     | 48     | 18     |        |        |        |          | 24+25=49 |          |          |          |          |         |
| Ana i Mario          | 11.     | 22     | 24     | 46     |        |        |        |        |          | 31+32=63 |          |          |          |          |         |

Napomene:
- U sedmoj epizodi drugi ples plesan je grupno. Tim Cz bolji u kojem su bili Ivan i Paula, Marko i Ela te Viktorija i Marko ostvarili su zajedno 35 bodova, a tim Slatkiši u kojem su bili Slavko i Gabriela, Sonja i Gordan te Josipa i Damir ostvarili su zajedno 31 bod.
- U osmoj epizodi pružena je šansa za povratak u natjecanje svim već eliminiranim parovima. Svaki par plesao je po dva plesa, te su se u natjecanje vratili Sonja i Gordan.
- U dvanaestoj epizodi, nakon dva plesa jedan par je eliminiran, a to su bili Ivan i Paula. Posljednje plesove izveli su samo dva finalna para: Viktorija i Marko te Slavko i Gabriela koji su i konačni pobjednici devete sezone showa.